# Instituto Politécnico de Viana do Castelo
[carece de fontes?]
O Instituto Politécnico de Viana do Castelo (IPVC) tem a sua origem oficial em 1980, pelo Dec. Lei nº 303/80 de 16 de Agosto. A ele se juntam, primeiro a Escola Superior de Educação (criada pelo Decreto-lei nº 513-T/79), e sequencialmente duas outras Escolas Superiores: a Escola Superior Agrária e a Escola Superior de Tecnologia e Gestão, ambas criadas no ano de 1985, pelo Decreto-Lei nº 46/85 de 22 de Novembro.
O princípio oficial é finalmente alicerçado, em 1984, com a primeira nomeação de um Presidente de Comissão Instaladora do IPVC (Despacho nº 21/ME/84), configurado na pessoa do Professor Doutor Salvato Trigo que cumpriu o seu mandato nos dois anos estabelecidos para o estatuto e com a nomeação de um primeiro vogal para a mesma Comissão.
À data, o IPVC estava sediado num edifício de traça antiga do Património do Estado, uma casa restaurada no centro histórico da cidade, à rua Gago Coutinho, a encabeçar a famosa Capela das Malheiras. Mais tarde, no ano de 1988, no acompanhar evolutivo do crescimento da instituição, dá-se a mudança do espaço físico, agora pertença do Instituto e património público, para o palácio Rego Barreto (século XVIII), sedeado no Jardim D. Fernando, em Viana do Castelo.

## Oferta Formativa
Na rede do Ensino Superior do Alto Minho, o Instituto Politécnico de Viana do Castelo é a entidade que dispõe de maior oferta formativa.
Ministra, para além de Cursos Técnicos Superiores Profissionais (CTeSP), cursos superiores, entre os quais, Licenciaturas, Pós-Graduações e Mestrados (entre os quais alguns em cooperação com universidades estrangeiras e nacionais), através das seis Escolas Superiores que integra:

Ministra, para além de Cursos Técnicos Superiores Profissionais (CTeSP), cursos superiores, entre os quais, Licenciaturas (na sua totalidade adequadas e/ou criadas de acordo com o Modelo de Bolonha, Pós-Graduações e Mestrados (alguns em cooperação com universidades estrangeiras e nacionais), através das seis Escolas Superiores que integra:
- Escola Superior Agrária (Ponte de Lima)
- Escola Superior de Ciências Empresariais (Valença)
- Escola Superior de Educação (Viana do Castelo)
- Escola Superior de Saúde (Viana do Castelo)
- Escola Superior de Tecnologia e Gestão (Viana do Castelo)
- Escola Superior de Desporto e Lazer (Melgaço)